# Соле, Умар
Ума́р Микаэ́ль Соле́ Бомавоко́ (фр. Oumar Mickaёl Solet Bomawoko; род. 7 февраля 2000) — французский футболист, защитник клуба «Удинезе».

## Клубная карьера
Уроженец Мелёна, Умар Соле тренировался в юношеских академиях клубов «Даммари-ле-Лис», «Кретей», «Вильжюиф» и «Лаваль». 4 августа 2017 года дебютировал за «Лаваль» в третьем дивизионе чемпионата Франции против «Конкарно».
22 января 2018 года «Олимпик Лион» заключил соглашение об аренде Соле из «Лаваля» за 550 000 евро с опцией выкупа контракта за дополнительные 550 000 евро и потенциальными бонусами, которые могут достичь двух миллионов евро. Также в случае продажи Соле в другой клуб «Лаваль» получит 20 % прибыли от продажи игрока. 16 января 2019 года Умар дебютировал в основном составе «Лиона» в матче французской Лиги 1 против «Тулузы».
17 июля 2020 года Соlet подписал контракт с клубом «Ред Булл» на сумму 4,5 миллиона евро, до 4 миллионов евро в виде бонусов и 15 % от любой будущей продажи. 14 сентября 2024 года его контракт с клубом был расторгнут по обоюдному соглашению.

## Карьера в сборной
Выступал за национальные сборные Франции по футболу до 17, до 18 и до 19 лет.